# Emelie Lagergren
Emelie Lagergren, född Gemzell 24 februari 1934, är en svensk skådespelare. 
Hon var från 1957 gift med skådespelaren Åke Lagergren (1929–1999).

## Filmografi
- 1961 – Ljuva ungdomstid
- 1965 – Påsk
- 1966 – En småstad vid seklets början (TV-serie)
- 1975 – Tjocka släkten (TV-serie)
- 1976 – Långt borta och nära
- 1977 – Tjejerna gör uppror (TV-serie)
- 1985 – Korset (TV-serie)
- 1993 – Pariserhjulet
- 2016 – Full patte (TV-serie)

## Teater

### Roller
| År   | Roll | Produktion                     | Regi        | Teater      |
| ---- | ---- | ------------------------------ | ----------- | ----------- |
| 1962 |      | Perrichons resa Eugène Labiche | Per Edström | Riksteatern |